# NK Duga Resa 1929
NK Duga Resa 1929 je nogometni klub iz Duge Rese.
Trenutačno se natječe se u 1. ŽNL Karlovačkoj.

## Povijest
Završetkom sezone 2010./11. zbog financijskih problema NK Duga Resa odustaje od daljeg natjecanja. Dana 20. srpnja 2011. na godišnjoj skupštini NK Duga Resa odlučeno je da se na osnovama škole nogometa osnuje novi klub "Duga Resa 1929".
U sezoni 2011./12. osvojio je naslov prvaka i kup Karlovačke županije. Osvajanje kupa Karlovačke županije klub je ponovio i u sezoni 2014./15.

### Plasmani kluba kroz povijest
| Sezona    | Liga              | Plasman   |
| --------- | ----------------- | --------- |
| 2011./12. | 1. ŽNL Karlovačka | 1. mjesto |
| 2012./13. | 1. ŽNL Karlovačka | 5. mjesto |
| 2013./14. | 1. ŽNL Karlovačka | 5. mjesto |
| 2014./15. | 1. ŽNL Karlovačka | 3. mjesto |
| 2015./16. | 1. ŽNL Karlovačka | 2. mjesto |
| 2016./17. | 1. ŽNL Karlovačka | 5. mjesto |
| 2017./18. | 1. ŽNL Karlovačka | 2. mjesto |

### Hrvatski nogometni kup
- 2015./16.

Pretkolo: NK Duga Resa 1929 - NK Slavonija Požega 2:2 (5:3 nakon jedanaesteraca)
1/16 završnice: NK Duga Resa - NK Osijek 1:3